# Особняк Полякова
Особня́к Поляко́ва — пам'ятка архітектури в Печерському районі міста Києва. Розташований на вулиці Михайла Грушевського, поблизу Маріїнського палацу. Зведений за проєктом архітектора Ф. Троупянського у 1910-х роках. Будинок є характерною пам'яткою забудови Липок початку XX століття. Через схожість з Маріїнським палацом має неофіційну назву «Малий Маріїнський палац».

## Історія
Особняк Полякова розташований на невеликій вузькій ділянці, що простягнулася між вулицями Шовковичною і Липською. Подібний по декору і кольорам до Маріїнського палацу, він замикає перспективу площі Конституції. Таке розташування невипадкове — з 1799 року цей квартал належав губернському ватажку дворянства Дем'яну Дем'яновичу Оболонському, хрещеною матір'ю сестри якого (Надії) була сама імператриця Єлизавета Петрівна. На ділянці біля палацу Д. Оболонський збудував одноповерховий будинок на 9 кімнат. В цьому особняку у 1816 році під час перших відвідин Києва зупинялися імператор Олександр I та його брат, майбутній імператор Микола I. Проте, за даними історика В. Іконнікова, хоча родина Оболонських і була заможною, Дем'ян Оболонський та його дружина з роду Якубовичів були схильні до марнотратства, замовляли одяг у Парижі, мали власний оркестр, влаштовували численні бенкети і врешті-решт розорилися. Їх маєтки, у тому числі і особняк по вулиці Грушевського, були продані. Зберігся опис особняка за 1825 рік: будівля дерев'яна, на кам'яному фундаменті, стіни рублені з брусів, кількість кімнат — 9, є одна зала, підлога у залі, вітальні та спальні зроблена з різних порід дерева. Загалом, маєток Оболонських, окрім будинку по вулиці Грушевського, 22, включав ділянки майбутніх садиб по вулиці Липській № 2 і № 4, і по вулиці Грушевського № 20 (нині відома як «особняк Зайцева»)
Після смерті Д. Оболонського, його вдова у 1833 році продала маєток генерал-лейтенанту Григорію Григоровичу Білоградському. У 1852–1855 році в особняку продовжував діяти домашній театр, зокрема, грала трупа Федецького. Після смерті Г. Білоградського власницею маєтку стала Наталія Михайлівна Канєвська, яка 5 квітня 1861 року продала їх за 10 тис. рублів сріблом Ф. В. Івенсену та його дружині Т. П. Івенсен. Після смерті Ф. В. Івенсена його вдова розпродала маєток по частинах. Садибу по вулиці Грушевського, 22, площа якої становила 660 кв. сажнів (0,3 га), 1 липня 1891 року придбав за 44 тис. рублів сріблом поручик у відставці Володимир Ілліч Міклашевський. Він походив із старовинного шляхетного роду, володів землею у Житомирському і Катеринославському повітах, був ватажком дворянства Бердичівського повіту та церковним старостою Олександро-Невської церкви на Липках. Заклавши свою нерухомість і узявши кредит у Земельному банку, Міклашевський перебудовує особняк. За описом архітектору Земельного банку О. Я. Шіле за листопад 1891 року особняк вже мав мезонін, 21 кімнату, 2 кухні та 3 передпокої. Кімнати були повністю переобладнані, прикрашені ліпниною, обклеєні дорогими шпалерами; опалювалися вони 12 кахляними голландськими грубами. Подвір'я біля будинку було забруковане, встановлені нові металеві ворота на кам'яних стовпах, з боку вулиці було влаштовано балкон, зі двору — засклену галерею та ще один балкон. У 1892 році Міклашевський бере ще одну позику на 15 тис. рублів, і на ці гроші наступного, 1893-го року проводить чергову перебудову. Особняк обкладається цеглою, добудовується кам'яна прибудова, на чоловому фасаді з'являється картуш «ВМ». За роботами наглядав міський архітектор О. Кривошеєв.
Десь на межі XIX та XX століть маєток на Грушевського переходить у власність до лікаря Якова Лазаровича Полякова. Останній походив з дворянського роду, навчався у Московському університеті, а в Києві отримав лікарську практику і вдало одружився з дочкою цукрового магната Льва Бродського, Кларою. Подружжя спочатку мешкало в особняку Бродського на вулиці Катериненській, 9 (сучасна вулиця Липська), а у 1910-х роках переїхали до новозбудованого особняка, хоча кабінет для прийомів Поляков залишив в особняку тестя, і тому в усіх адресних книгах його адресою була вулиця Катериненська, 9. Я. Поляков був попечителем Київської єврейської лікарні, брав участь у сімейному бізнесі родини Бродських, входив до складу директорів товариства млина «Лазар Бродський». Після придбання маєтку на Грушевського, Я. Поляков вирішив знести особняк Міклашевського і звести новий, який своєю розкішшю і схожістю на Маріїнський палац мав підкреслювати високий суспільний стан зятя Льва Бродського. Проєкт особняка замовили архітектору Федору Абрамовичу Троупянському.
Між 1913 та 1917 роком Поляков продає особняк Миколі Парфентійовичу Попову, одному з найбільших домовласників Києва. В особняку оселилася дружина М. П. Попова, Галина Іванівна Попова. 
На початку 1918 року, після штурму Києва, особняк націоналізували більшовики. Тут і в Маріїнському палаці відбувалися масові розстріли під орудою більшовицького військового діяча М. А. Муравйова. Пізніше, за часів Гетьманату в особняку мешкав міністр фінансів А. К. Ржепецький, і власне там розташовувалося міністерство фінансів. Після повторного взяття Києва більшовиками у 1919 році будинок кілька місяців займав Центральний комітет КП(б)У. 
У 1920-х роках тут містилася Київська окружна дитяча рентгенологічна та фотогеліотерапевтична станція лікарні «Охматдит». Після переносу столиці УРСР з Харкова до Києва особняк рішенням Київської міської ради від 23 квітня 1934 р. було закріплено за Управлінням справами ЦК КП(б)У, тут оселився перший секретар ЦК Павло Петрович Постишев. 
Після Другої світової війни в колишньому особняку Полякова розміщувалася Торгова палата при Раднаркомі УРСР. 
Після реконструкції будинок переобладнаний під залу для урядових прийомів, також тут міститься відомча їдальня (ВРУ і КМУ), проводяться святкування, презентації.

## Архітектура та планування

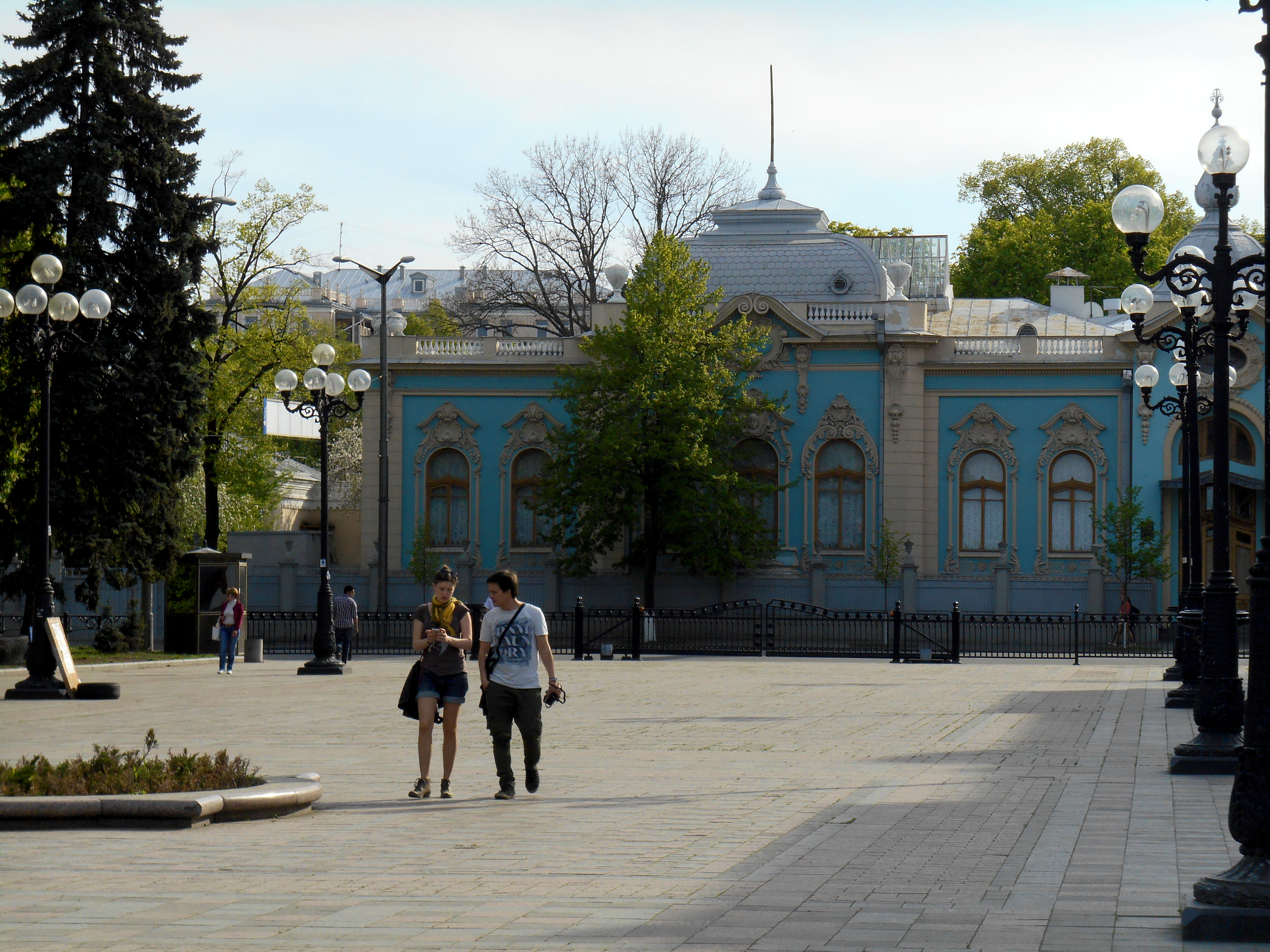
Перспектива особняка від площі Конституції

Особняк розташований на невеликій ділянці, трохи з відступом від «червоної лінії» забудови, вузьким боком звернений до вулиці Грушевського, широким — до Шовковичної. Від тротуару будинок відокремлюється невеликим палісадником та парканом пізнішого походження. Будівля цегляна, має півтора поверхи (з напівпідвалом), прямокутна в плані. Цоколь рустований, стіни тиньковані та пофарбовані: головний, північно-східний та на північно-західний фасади — у блакитний колір, південно-східний фасад та увесь архітектурний декор — у світло-вохристий колір, так само, як і фасади Маріїнського палацу.
Головний фасад щедро оздоблений, має сім вікон з напівциркульним завершенням, в центрі знаходиться ризаліт на три вікна. Над середнім з них розташований великий сандрик, збагачений ліпленим картушем із жіночим маскароном. Під тим самим вікном, для створення симетрії, розміщено балкон з глухим парапетом хвилястого абрису на взірець театральної ложі. Інші вікна головного фасаду прикрашені пишними ліпними сандриками з волютами. Також в усіх вікнах збереглося первісне заповнення в дусі декоративного модерну 1900-х років. Наріжні частини ризаліту та основного об'єму оздоблено рустованими виїмчастими лопатками, завершує фасад пишне ліплення з картушем, щипцем із волютами та чотирисхилий дах вигнутих обрисів зі шпилем. Дах основного об'єму прикрашений парапетом-балюстрадою зі скульптурними вазами на тумбах.
Головний вхід особняка розташований праворуч по головному фасаду і оздоблений так само пишно. Широкі гранітні сходи ведуть до дерев'яних парадних дверей. Над дверима розташовані коване металеве піддашшя і фрамуга, що мають схожі обриси і декор. Цікаво, що піддашшя, яке здається суцільно металевим, насправді скляне в металевій рамі. Над фрамугою — невелике овальне віконце у пишному ліпному декоруванні. Вінчає парадний вхід аттик, над яким підноситься декоративно вигнуте шатро з грушоподібною маківкою, увінчаною кованим шпилем.
На північно-західному фасаді, що звернений до будинку № 20 по вулиці Грушевського, з правого боку розташовано тривіконний вигнутий ризаліт із рустованими лопатками й вазами в гірляндах. Аналогічно до головного, північно-західний фасад щедро декорований такими самими лиштвами, карнизом і балюстрадою. Вікна також мають напівциркульне завершення та ліпний декор із сандриками та картушами. Північно-східний фасад, який раніше виходив на сусідній маєток, не має пишного декорування. Аналогічно, майже немає оздоблення і на дворових прибудовах, лише тонкі хвилясті сандрики над простими прямокутними вікнами.
Особняк разом із сусідніми будинками (Грушевського, 20 та Липська, 2) огороджений суцільним металевим парканом з цегляними стовпами, увінчаними бетонними вазами.
Після націоналізації особняк дещо перебудовувався під ті служби, що вмістилися в ньому, але основна хвиля перебудов почалася після Другої світової війни. Так, праворуч від особняка були розібрані наразі ворота з хвірткою, замість них будинок оточив металевий паркан. Над службовим корпусом спочатку був надбудований ще один поверх, а пізніше корпус було подовжено по основній осі прибудовою на два з половиною поверхи. Ще через деякий час із другого поверху службового корпусу було влаштовано закриту галерею-перехід до сусідньої службової будівлі у глибині кварталу.
Інтер'єр особняка також зазнав значних змін: після пристосування будинку для урочистих прийомів, усі три приміщення, що виходили на головний фасад, перетворені на одну суцільну залу, якій надано рис палацової розкоші — з пілястрами, ліпними карнизами й стелями, вкритими щедрою позолотою.